# 蒲侯氏之战
蒲侯氏之战，公元前550年（周灵王二十二年，鲁襄公二十三年，齐庄公四年，莒犁比公二十七年），齐国攻打莒国的作战。
前550年，荧庭之战，齐国获胜，齐庄公从晋国回来，不进入国都，就袭击莒国。攻打且于（今山东省莒县北），齐庄公大腿受伤而撤退。准备第二天再战，双方约定军队集中在寿舒。齐国杞梁、华还以战车装载甲士在夜里进入且于的狭路，埋伏在莒国郊外。第二天，齐军和莒军在蒲侯氏（今山东省莒县）相遇。莒犁比公赠给杞梁、华还等齐军将士以重礼，让他们结盟。华还不愿贪得财货丢弃命令。莒犁比公亲自击鼓，追击齐军，杀死了杞梁。莒国就和齐国讲和。齐庄公回国以后，在郊外遇到杞梁的妻子，派人向他吊唁，杞梁妻辞谢：“杞梁有罪，岂敢劳国君派人吊唁？如能免罪，还有先人敝屋，下妾不能在郊外接受吊唁。”齐庄公于是到杞梁家去吊唁。后来杞梁妻的故事演化成孟姜女哭长城。